# Chełm Żarski
Chełm Żarski (Duits: Kulm) is een plaats in het Poolse district  Żarski, woiwodschap Lubusz. De plaats maakt deel uit van de gemeente Lubsko en telt 89 inwoners.